# Darnell Valentine
Darnell Terrell Valentine (Chicago, 3 febbraio 1959) è un ex cestista statunitense, professionista nella NBA e in Italia.

## Carriera
A livello collegiale, Valentine frequentò per quattro anni la University of Kansas. Durante questo periodo si impose come secondo miglior marcatore nella storia dell'ateneo dietro a Clyde Lovellette, venendo inoltre inserito nel quintetto ideale della Big Eight Conference in tutte e quattro le stagioni.
Fu inoltre chiamato a partecipare alle Olimpiadi di Mosca 1980, senza però riuscire a parteciparvi per via del boicottaggio da parte del Comitato Olimpico degli Stati Uniti che scelse di non prendere parte ai Giochi come forma di protesta per l'invasione sovietica dell'Afghanistan. All'epoca la selezione statunitense era composta da giocatori universitari o comunque dilettantistici, in quanto ai professionisti non era ancora concesso di competere nei tornei internazionali.
Terminato il periodo universitario, venne selezionato dai Portland Trail Blazers al primo giro del Draft NBA 1981 con la 16ª scelta assoluta. Dopo un primo anno da 6,4 punti a partita in cui fu prevalentemente riserva di Kelvin Ransey, nel 1982-1983 realizzò 12,5 punti in 27,6 minuti di media. Si mantenne sopra i 10 punti a gara anche nelle due stagioni seguenti, viaggiando rispettivamente a 10,2 punti in 27,8 minuti di utilizzo medio nel 1983-1984 e a 11,6 punti in 30,4 minuti nel 1984-1985.
Valentine cominciò a Portland anche la stagione 1985-1986 ma, vista anche la presenza in rosa dei giovani playmaker Steve Colter e Terry Porter, la dirigenza a gennaio decise di girarlo ai Los Angeles Clippers in cambio di una futura prima scelta al draft (con cui i Blazers successivamente scelsero Arvydas Sabonis). Al primo scampolo di stagione con i losangelini fu titolare solo in due occasioni su 34 presenze, mentre l'anno seguente coach Don Chaney lo schierò dal primo minuto in gran parte delle partite (11,2 la sua media punti, in 27,1 minuti a gara). Nel 1987-1988 invece alternò presenze da titolare ad altre partendo dalla panchina dietro all'altro playmaker Larry Drew, finendo l'annata con un rendimento medio di 7,1 punti in 20,7 minuti.
Nel giugno 1988 venne chiamato dalla neonata franchigia dei Miami Heat al draft d'espansione NBA 1988, salvo poi essere girato immediatamente ai Cleveland Cavaliers in cambio una futura seconda scelta al draft. Nel suo primo anno a Cleveland, Valentine fu principalmente la riserva di Mark Price, finendo per registrare la media più bassa della sua carriere NBA (4,8 punti in 14,1 minuti). A fine stagione divenne free agent. Nonostante ciò, ebbe un'ulteriore parentesi in NBA quando, nel dicembre 1990, tornò a far parte dei Cleveland Cavaliers per sostituire proprio lo stesso Mark Price il quale era stato vittima di un serio infortunio al ginocchio. In questa stagione Valentine giocò 65 partite di cui 60 da titolare, viaggiando a 9,4 punti in 28,3 minuti di media.
In vista della stagione 1991-1992 approdò per la prima volta nel campionato italiano con l'ingaggio da parte del Basket Rimini. La squadra biancorossa, che quell'anno disputava la Serie A2 da neopromossa essendo reduce da un anno di Serie B, fu trascinata da Valentine e dall'astro nascente Carlton Myers alla promozione in Serie A1. Il contributo del giocatore americano fu di 22,0 punti in 24 partite di regular season e di 21,0 punti in 10 partite della fase play-off/play-out con squadre miste di A1 e A2.
Nel 1992-1993 militò tra le file di Modena, altra formazione di Serie A2 neopromossa dalla Serie B. Con i suoi 22,3 punti di media in regular season, Valentine contribuì al raggiungimento dell'ottavo posto in classifica che qualificò gli emiliani per la fase play-off.
Ebbe poi un'ultima parentesi italiana durante il febbraio del 1994, quando giocò tre partite con la Pallacanestro Reggiana al posto dell'infortunato Tony Brown.

## Palmarès
- McDonald's All-American Game (1977)